# Stan (film 2006)

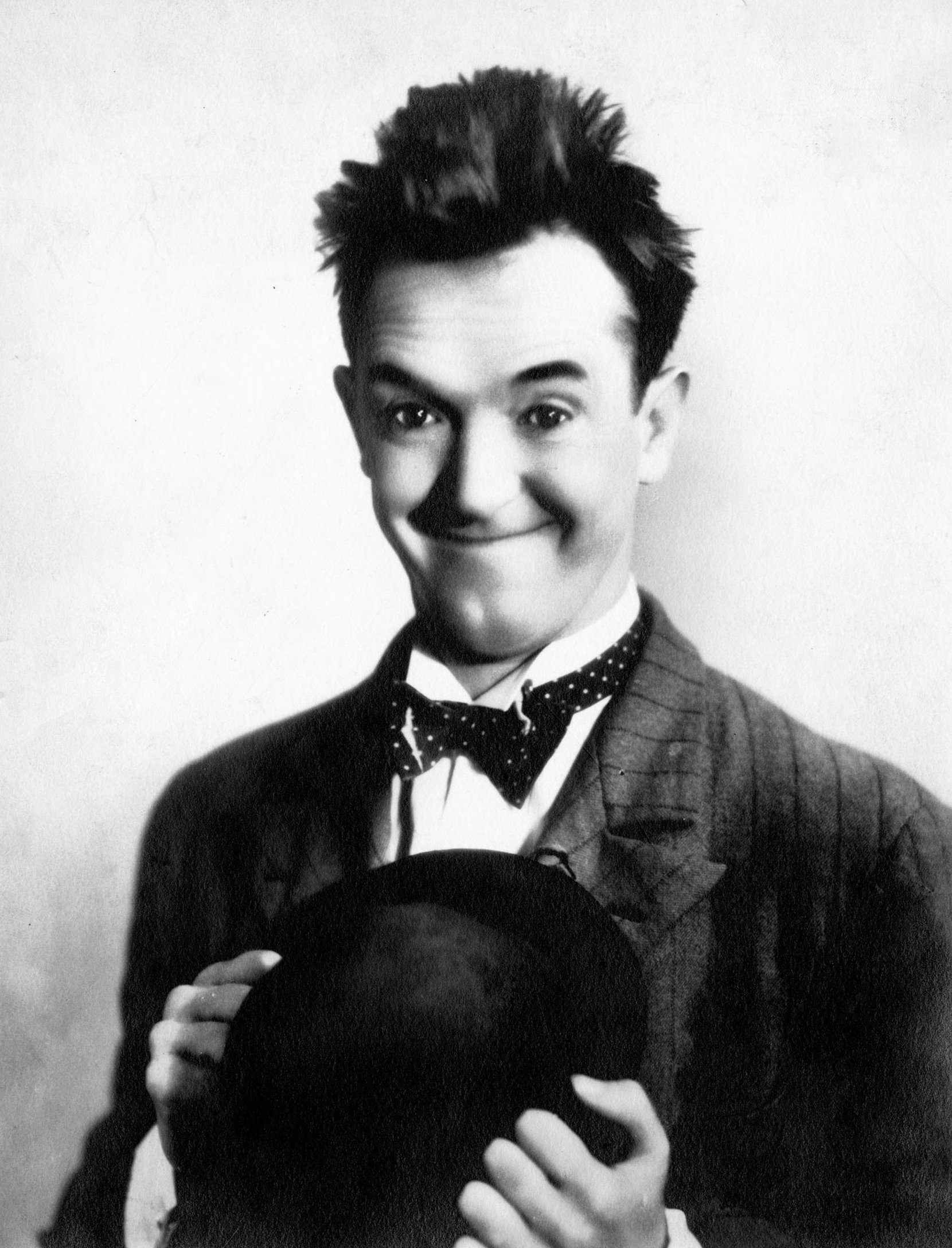
L'attore comico Stan Laurel

Stan è un film televisivo del 2006 ideato e diretto da Neil Brand, basato sulla vita dell'attore Stan Laurel.

## Trama
Malibù, California, agosto 1957: nella casa di Stan Laurel, celebre attore comico del duo Laurel & Hardy, Stanlio & Ollio in italiano. Mentre Stan sta proiettando il film The Lucky Dog (nel quale aveva recitato insieme a Oliver Hardy nel 1921) riceve una telefonata da Lucille Hardy, moglie di Oliver la quale gli chiede di fare visita all'amico ormai in punto di morte.
Il giorno dopo Stan si reca a casa del collega, che subito non lo riconosce e inizia a raccontargli le loro vicende del passato. Mentre Laurel parla il film si catapulta nel 1926, negli studi di Hal Roach grande regista e sponsorizzatore delle loro comiche. In quel periodo Stan aveva numerosi problemi: era in crisi con la moglie Lois (dalla quale ebbe l'omonima figlia) e con Roach, fino al licenziamento del 1935. Nonostante ciò Stanley aveva ancora una persona in cui credere e a cui voler bene, il collega ed amico Oliver Hardy.
Al termine, Stan inviò ad alcuni amici una famosa lettera mediante la quale rivelava che il suo dottore gli aveva vietato di partecipare al funerale di Oliver Hardy, per gli amici Babe.